# Sjevernobornejski jezici
Sjeverozapadni malajsko-polinezijski jezici (sjevernobornejski jezici), jedna od glavnih skupina malajsko-polinezijskig jezika koja obuhvaća jezike kojima se služe mnogobrojna plemena u Maleziji i Indoneziji, osobito na otoku Borneo i Sarawaku.
Prema novijoj klasifikaciji ova skupina jezika naziva se sjevernobornejska i obuhvaća (99) jezika podjeljenih u uže skupine Melanau-Kajang (11); sjevernosaravački (53); Rejang-Sajau (5); Sabahski (29); izolirani jezik Punan Batu 1.
a. Melanau-Kajang (13). Malezija/Sarawak: 
a1. Kajang (7): bukitan, kajaman, lahanan, punan batu 1, sekapan, sian, ukit.
a2. Melanau (6): daro-matu, kanowit, melanau, seru, sibu, tanjong.
b. sjeverni Sarawak (37): 
b1. Berawan-Lower Baram (6):
a. Berawan (1): berawan;
b. Lower Baram (5): belait, kiput, lelak, narom, tutong 2;
b2. Bintulu (1): bintulu;
b3. Dayic (18):
a. Kelabitski jezici/Kelabitic (6): kelabit, lengilu, lundayeh, putoh, sa'ban, tring;
b. Murutski jezici/Murutic (12):
b1. Murut (6): keningau murut, okolod, paluan, selungai murut, tagal murut,  timugon murut;
b2. sjeverni (1): bookan;
b3. Tidong (5): bolongan, kalabakan, sembakung murut, serudung murut, tidong;
b4. Kenyah (12): 10 kenyah jezika (bahau river kenyah, bakung kenyah, kayan river kenyah, kelinyau kenyah, mahakam kenyah,  sebob kenyah, tutoh kenyah, upper baram kenyah, wahau kenyah, zapadni kenyah), madang, punan tubu
c. Rejang-Sajau (5): basap, burusu, punan bah-biau, punan merap, sajau basap.
d. Sabahski /Sabahan/ (29):  
d1. Dusunic (23):
a. Bisaya (5): 3 bisaya (sabah bisaya, brunei bisaya, sarawak bisaya), tatana, tutong 1;
b. Dusun (17): 4 dusun jezika (centralni dusun,  sugut dusun, tambunan dusun, tempasuk dusun), gana, 3 kadazan jezika (labuk-kinabatangan kadazan, klias river kadazan,  obalni kadazan), kimaragang, kota marudu talantang, kota marudu tinagas, kuijau, lotud, minokok, papar, rungus, tebilung;
c. neklasificirani (1): dumpas;
d2. Ida'an (1): ida'an,
d3. Paitanic (5): abai sungai, gornji kinabatangan (kinabatangan, upper), 2 lobu jezika (tampias lobu, lanas lobu), tombonuwo.

## Vanjske poveznice
- Northwest, Ethnologue (14th)